# Квінсі (Мічиган)
Квінсі (англ. Quincy) — селище (англ. village) в США, в окрузі Бранч штату Мічиган. Населення — 1554 особи (2020).

## Географія
Квінсі розташоване за координатами 41°56′36″ пн. ш. 84°53′6″ зх. д. / 41.94333° пн. ш. 84.88500° зх. д. (41.943355, -84.885112).  За даними Бюро перепису населення США в 2010 році селище мало площу 3,16 км², з яких 3,16 км² — суходіл та 0,00 км² — водойми.

## Демографія
Згідно з переписом 2010 року, у селищі мешкали 1652 особи в 634 домогосподарствах у складі 436 родин. Густота населення становила 523 особи/км².  Було 743 помешкання (235/км²).
Расовий склад населення:
| - 96,9 % — білих - 0,5 % — чорних або афроамериканців - 0,4 % — азіатів - 0,2 % — корінних американців |

До двох чи більше рас належало 1,3 %. Частка іспаномовних становила 2,5 % від усіх жителів.
За віковим діапазоном населення розподілялося таким чином: 29,6 % — особи молодші 18 років, 62,2 % — особи у віці 18—64 років, 8,2 % — особи у віці 65 років та старші. Медіана віку мешканця становила 33,1 року. На 100 осіб жіночої статі у селищі припадало 97,6 чоловіків;  на 100 жінок у віці від 18 років та старших — 94,2 чоловіків також старших 18 років.
Середній дохід на одне домашнє господарство  становив 41 134 долари США (медіана — 32 857), а середній дохід на одну сім'ю — 50 910 доларів (медіана — 40 250). Медіана доходів становила 37 750 доларів для чоловіків та 30 000 доларів для жінок. За межею бідності перебувало 30,7 % осіб, у тому числі 38,0 % дітей у віці до 18 років та 12,0 % осіб у віці 65 років та старших.
Цивільне працевлаштоване населення становило 715 осіб. Основні галузі зайнятості: виробництво — 25,2 %, освіта, охорона здоров'я та соціальна допомога — 20,0 %, роздрібна торгівля — 19,9 %.

## Персоналії
- Джейн Мерфін (1884-1955) — американська сценаристка і драматургиня.